# Vincenc Prasek
Vincenc Prasek (né le 9 avril 1843 à Milostovice (cs), Troppau en Silésie autrichienne, et décédé le 31 décembre 1912 à Napajedla, aujourd'hui en République tchèque) est un pédagogue, linguiste, historien, journaliste et philologue austro-hongrois qui a surtout travaillé en Silésie autrichienne.

## Biographie
Vincenc Prasek naît le 9 avril 1843 à Milostovice (cs), Troppau, Silésie autrichienne. De 1863 à 1868, il étudie les humanités et la slavistique à l'université de Vienne ; il a aussi étudié à l'université de Wrocław. Il commence à enseigner en 1868 au gymnasium d'Olomouc dans la République tchèque. Prasek participe à plusieurs organismes scolaires.
Comme écrivain, il publie surtout sur l'histoire politique, l'ethnographie et la géographie historique de la Moravie et de la Silésie. De 1883 à 1895, il enseigne la grammaire tchèque dans les gymnasium de cette région. De 1902 à 1909, il édite la revue Selský archiv (Archives du paysan), qui porte sur l'histoire de la paysannerie en Moravie et en Silésie. On lui doit plusieurs ouvrages en linguistique. Il a contribué à plusieurs périodiques d'Opava.
Il meurt le 31 décembre 1912 à Napajedla en Bohême.

## Œuvres
- Brus příspěvečkem ku skladbě srovnávací, 1873
- Podání lidu, 1888
- Historická topografie země Opavské. A-K, 1889
- Dějiny kraje Holasovského čili Opavského, 1891
- Dějiny knížetství Těšínského, 1894